# Беломордый дельфин
Беломо́рдый дельфи́н (лат. Lagenorhynchus albirostris) — вид дельфиновых инфраотряда китообразных.

## Описание
Представляет собой довольно крупного дельфина длиной до 3 метров и массой до 354 килограмм. Верхняя часть тела за спинным плавником и бока серовато-белые, нижняя сторона тела белого цвета. А верхняя сторона тела перед спинным плавником серовато-чёрного цвета. Ласты и спинной плавник черноватого цвета. Клюв обычно белого цвета, но иногда бывает пепельно-серый.

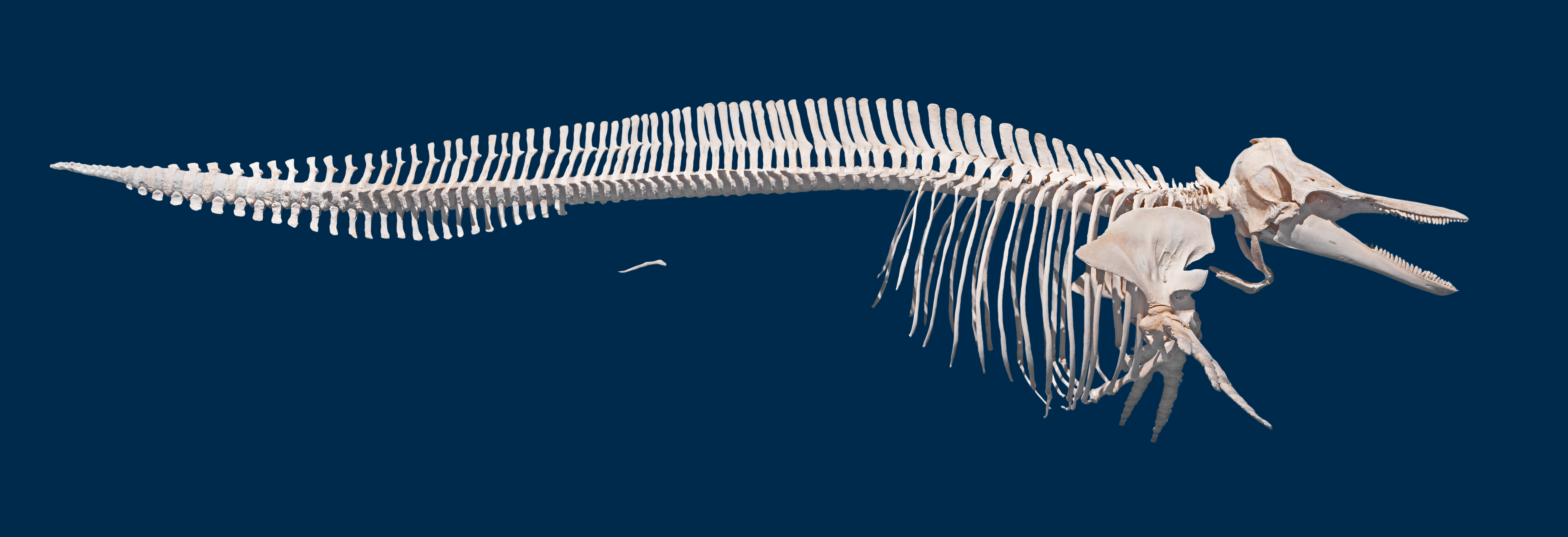
Скелет беломордого дельфина

У беломордого дельфина от 25 до 28 зубов на каждой челюсти. У них до 92 позвонков, больше, чем у любого другого вида из семейства дельфиновых (Delphinidae).
Беломордые дельфины могут плавать со скоростью до 30 км / ч и могут погружаться на глубину не менее 45 м.

## Распространение
Беломордый дельфин обитает в Северной Атлантике и в прилегающих водах от пролива Дэвиса и Кейп-Кода до Баренцева и Балтийских морей и на юг до прибрежных вод Португалии и, возможно, Турции.

## Образ жизни
Встречается в умеренных водах около берега парами или стадами по 10—12 особей, иногда их в стаде может быть несколько сотен. Питается в основном донными и придонными рыбами (треска, сельдь, камбала, навага, мойва, мерланг), реже ракообразными и моллюсками.
Спаривание и роды происходят летом. Самки достигают своего взрослого размера в возрасте около пяти лет и становятся половозрелыми в возрасте от шести до десяти лет, в то время как самцы достигают взрослого размера примерно в десять лет и достигают половой зрелости примерно на два года позже, чем самки.
Численность беломордого дельфина неизвестна, хотя по оценкам большинства источников, несколько сотен тысяч особей.

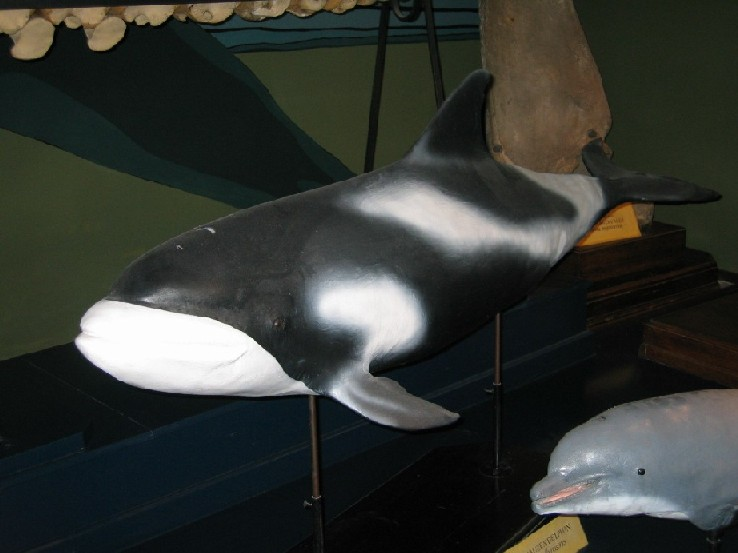
Муляж беломордого дельфина

Вид мало изучен, встречается редко.